# Malpighia glabra
L'acerola (Malpighia glabra L.) è una pianta della famiglia Malpighiaceae che cresce spontanea in America centrale e meridionale

## Descrizione

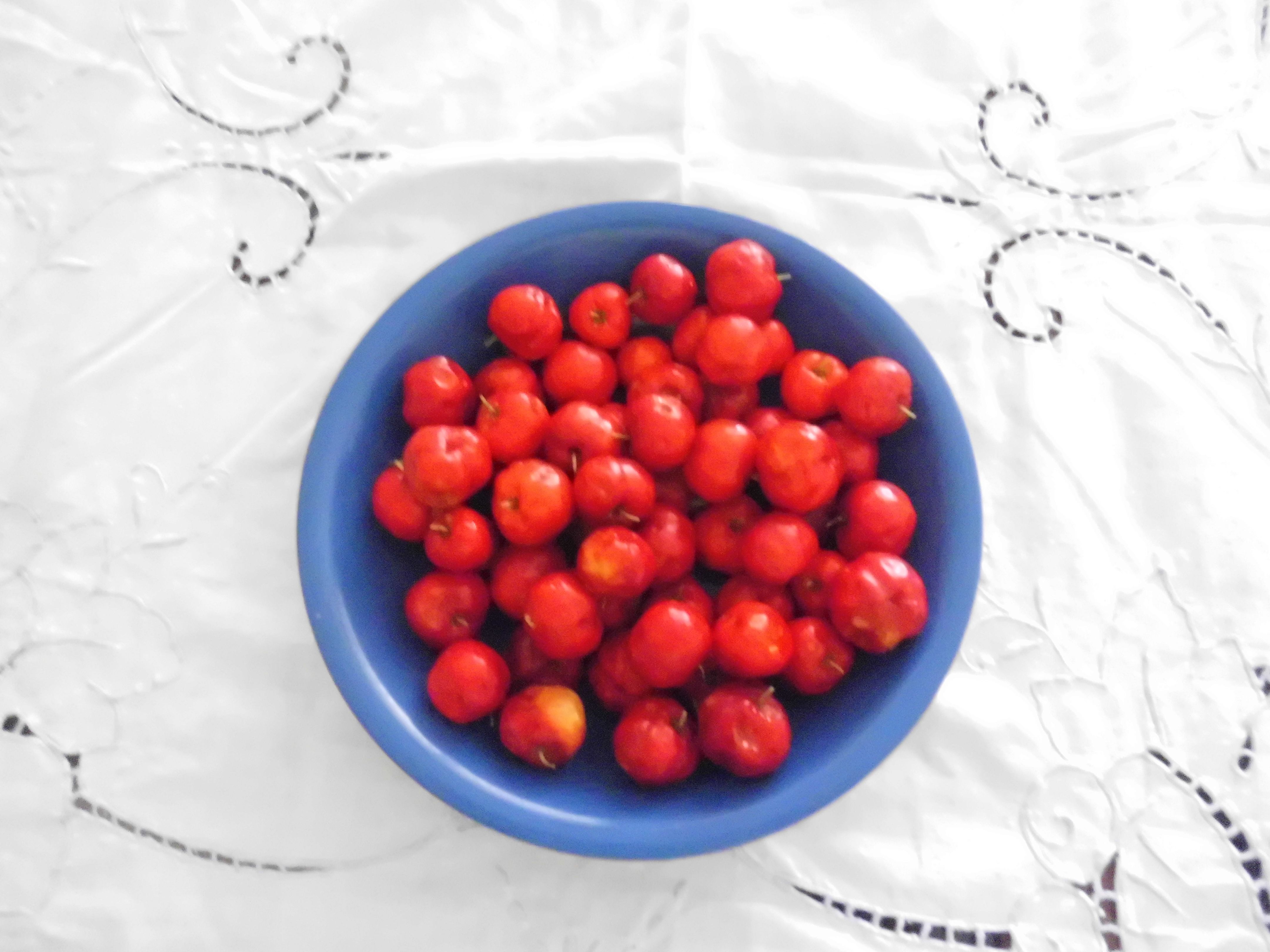
Acerola

Il frutto di questa pianta, comunemente conosciuto come "ciliegia delle Indie Occidentali" o "ciliegia di Barbados", ha un diametro di 1–2 cm e, pur assomigliando molto alla ciliegia europea, al suo interno presenta degli spicchi, come il mandarino. L'acerola è succosa e morbida. Senza l'aggiunta di zucchero, il gusto è asprigno per l'alto contenuto di vitamina C: infatti mentre le arance forniscono da 500 a 4000 ppm di vitamina C e del gruppo B, l'acerola in natura raggiunge dai 16 000 ai 172 000 ppm. Dopo il frutto di Kakadu (Terminalia ferdinandiana) quello di acerola è il più ricco di vitamina C; contiene inoltre vitamina B6, B1 e A, flavonoidi e minerali (ferro, calcio, fosforo, potassio e magnesio).

## Usi
Si può trovare la sua polpa in commercio sotto forma di polvere e di integratori alimentari. Il succo di questo frutto viene comunemente commercializzato in America del Sud, mentre in Europa questo sta avvenendo solamente negli ultimi anni.

## Benefici
L'acerola è molto ricca di vitamina C, alcune varietà hanno più quantità di vitamina rispetto anche agli agrumi. Come integratore trova largo utilizzo per:
- Rinforzo del sistema immunitario
- Prevenzione dell'invecchiamento
- Prevenzione dei problemi gastrointestinali
- Supporto cardiaco
- Supporto ai problemi di tiroide
- Contribuisce all'assorbimento del ferro
- Supporta le funzioni cognitive
- Diminuisce il senso di fame
- Supporta la vista

Non bisogna assumere troppa acerola, gli esperti raccomandano di non superare i 1500 mg al giorno, poiché troppa vitamina C  può portare a sintomi come mal di testa, bruciori di stomaco, vomito, diarrea, gastrite e crampi addominali, ma anche debolezza, vertigini e vampate improvvise di calore.